# 小樽港マリーナ

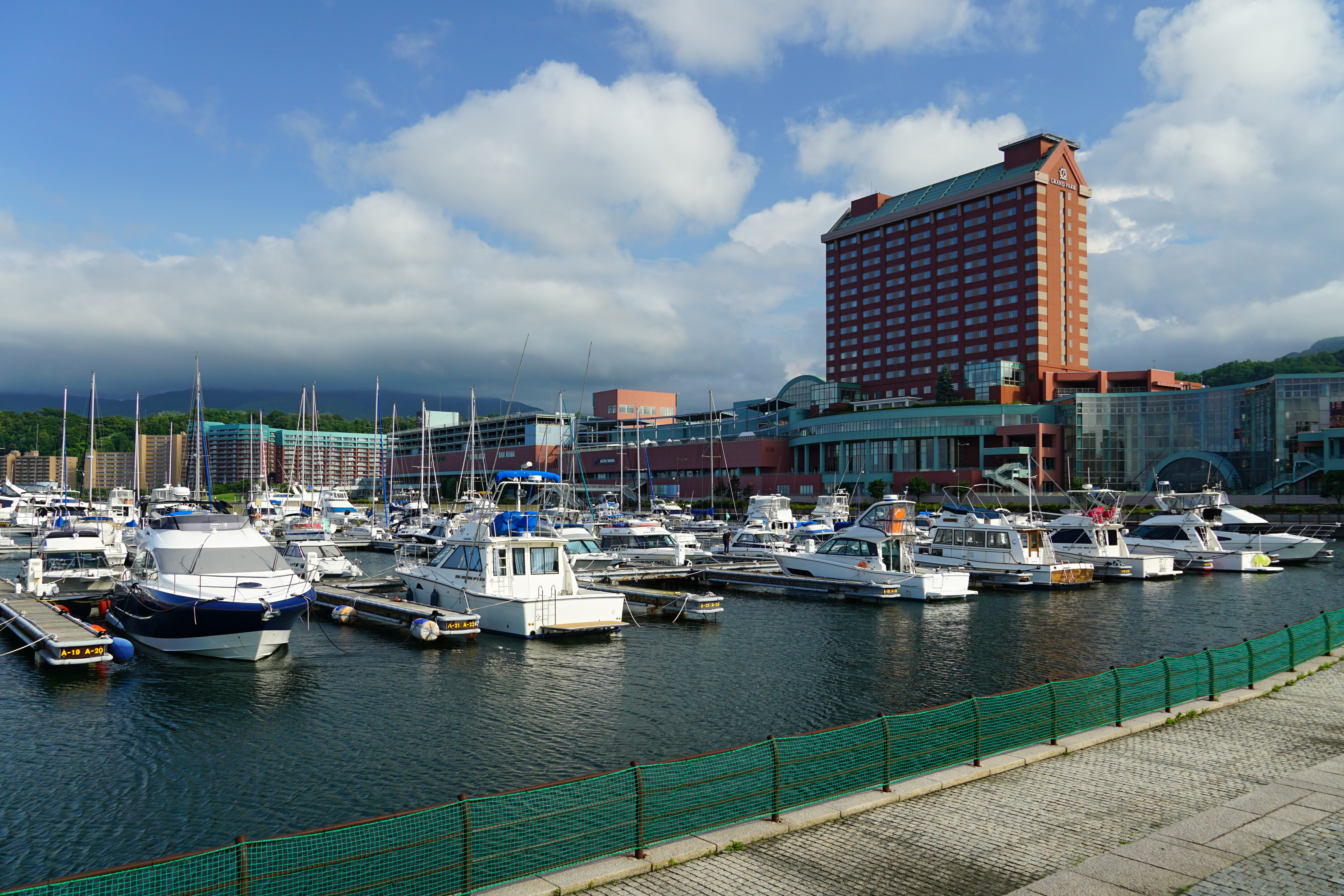
小樽港マリーナとウィングベイ小樽

小樽港マリーナ（おたるこうマリーナ）は、北海道小樽市の小樽築港にあるヨットハーバー。「海の駅」（おたる海の駅）登録。

## 概要
1990年（平成2年）、当時としては珍しい「海上係留を主体としたマリーナ」として開業し、小樽市やヤマハ発動機などが出資している第三セクター「マリンウェーブ小樽」が運営している。ボート・ヨットの保管やレンタルすることができるほか、小樽の海上観光を楽しむクルージング運航やイベントを開催しており、気軽にマリンレジャーに親しむことができる。「小型船舶教習所」として「ボート免許教室」を開講している。また、日本船舶職員養成協会（JEIS）の新会社「JEIS北海道教習センター」が併設している。

## 施設
- マリンショップSeacle（シークル）・カフェ
- 貸しホール（A・B）・会議室（大・小）
- センターホール
- オーナーズルーム
- ハーバーオフィス
- サービス工場
- ボート・ヨット展示場

係留施設
- 陸上
  - Aヤード
  - Bヤード
- 海上
  - A〜Fバース
  - Gバース（ビジターバース）
  - Kバース
- レンタルガレージ
- 上下架クレーン
- 給油施設
- 給電・給水施設
- オートロックゲート
- 斜路
- 防犯カメラ
- レスキュー艇

## アクセス
- 北海道中央バス（おたもい営業所）「小樽港マリーナ」バス停降車
- 北海道旅客鉄道（JR北海道）小樽築港駅から徒歩約13分
- 札幌から札樽自動車道利用し車で約30分
- 札幌から国道5号利用し車で約45分